# Pontllanfraith
Pontllanfraith ou Pontllan-fraith est un gros village et une communauté du borough de comté de Caerphilly, au pays de Galles.
Située juste au sud de la ville de Blackwood, la communauté comprend également les localités de Penllwyn, Springfield et The Bryn. Au recensement de 2011, elle comptait 8 552 habitants.